# (1105) Fragaria
(1105) Fragaria – planetoida z pasa głównego asteroid okrążająca Słońce w ciągu 5 lat i 86 dni w średniej odległości 3,01 au. Została odkryta 1 stycznia 1929 roku w Landessternwarte Heidelberg-Königstuhl w Heidelbergu przez Karla Reinmutha. Nazwa planetoidy pochodzi od łacińskiej nazwy poziomki oraz truskawki. Przed nadaniem nazwy planetoida nosiła oznaczenie tymczasowe (1105) 1929 AB.